# Bútés (syn Teleóna)
Bútés (starořecky Βούτης–Bútés, latinsky Butes) je v řecké mytologii syn Teleóna z Atén a jeho manželky Zeuxippy, dcery říčního boha Eridana.
Bútés se připojil k výpravě Argonautů, kteří se vypravili pro zlaté rouno do daleké Kolchidy. Během dlouhé cesty přežili mnoho dobrodružství, mezi nimi dlouhý pobyt na ostrově Lémnos, kde ženy vedené královnou Hypsipylou zavraždily své muže a pak s radostí přivítaly Argonauty.
Po další plavbě osvobodili Fínea od Harpyjí a podařilo se jim proplout i mezi srážejícimi se skalami Symplegádami, které hlídaly vstup do Bosporu. V Kolchidě se jim nakonec pomocí kouzelnice Médey podařilo získat zlaté rouno.
Na zpáteční cestě šťastně propluli mezi Skyllou a Charybdou a následně je během plavby začal lákat do záhuby zpěv Sirén, které se snažil převýšit svým hlasem Orfeus, aby Argonauty zachránil . Nakonec se z celé posádky pouze Bútés nechal zlákat jejich zpěvem a skočil do moře.
Podle některých antických autorů jej však zachránila bohyně Afrodita a přenesla ho do sicilského Lilybaióna, kde se usadil. Bútés se pak stal králem a Afrodita mu porodila syna Eryka.